# Melikhati del Karabakh

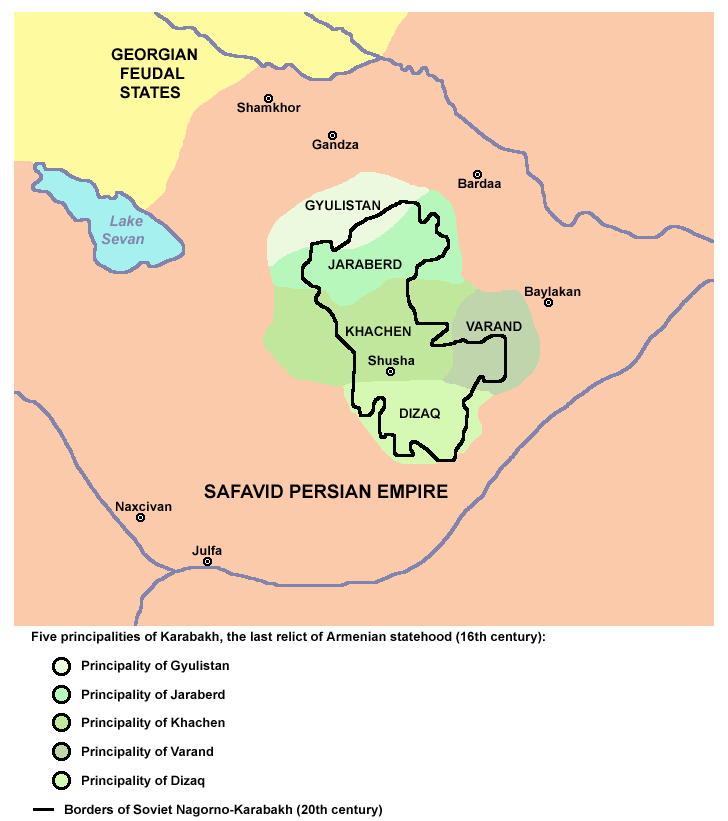
I cinque melikhati del Karabakh (Gyulistan, Jaraberd, Khachen, Varand, Dizaq)

I Melikhati del Karabakh, anche melikati o meliccati, (da melik, in armeno Մելիք?, principe, dall'arabo malik, re) furono cinque entità feudali sviluppatesi nel territorio corrispondente, grosso modo, all'attuale repubblica del Nagorno Karabakh.
Essi derivarono dal principato di Khachen, sorto nel X secolo e cessato nel XV secolo, poi furono inglobati nel Khanato del Karabakh e si estinsero agli inizi del XIX secolo con l'annessione all'impero russo e la fine delle feudalità.

## Storia
I principati erano retti dai melik, titolo nobiliare armeno in uso non solo nella regione ma in molte parti dell'Armenia storica.
I cinque melikati (Khachen, Gulistan, Jraberd, Varanda e Dizak), ai quali sovente si suole aggiungere anche quelli di Tzar e Gardam che insistevano nel contiguo Syunik, hanno rappresentato nel XVI secolo l'ultima espressione di statualità armena dopo che l'invasione dei turchi selgiuchidi nella regione aveva minato l'unitarietà dello stato armeno.
Fra tutti i principati esistenti al tempo nel territorio, quelli del Karabakh si dimostrarono i più resistenti alle ingerenze straniere e rappresentarono l'ultimo bastione dell'indipendenza armena.
Anche sotto dominazione turca e persiana, mantennero uno status di quanto meno semi indipendenza e spesso piena indipendenza. I melik (melicchi) avevano i propri eserciti (composti da mille fino a duemila uomini), proprie fortificazioni, fari di segnalazione, supporti logistici conosciuti come syghnakhs (una sorta di equipaggiata forza militare di pronto intervento) a disposizione di tutti i melik; ve ne erano due nella regione, denominati Syghnakh maggiore (o superiore) e Syghnakh minore (o inferiore): il primo si trovava nei meliccati di Gulistan, Jraberd e Khachen ed era assistito dalle fortezze di Gyulistan, Jraberd, Havkakhaghats, Ishknaberd, Kachaghaberd e Levonaberd, mentre il secondo era dislocato presso i meliccati di Varanda e Dizak e si avvaleva del supporto delle fortezze di Shushi, Togh e Goroz. Il sistema difensivo dei syghnakh era stato ereditato del regno di Artsakh.
Per quanto spesso si classifichino i melikhati come entità feudali, in realtà il rapporto tra il melik e i suoi sudditi era molto più simile a quello di un comandante con i suoi sottoposti; i contadini potevano possedere terra propria e vi erano libere e personali proprietà.
I cinque melikhati erano retti da dinastie che rappresentavano rami della iniziale casata di Khachen ed erano i discendenti del medioevale regno di Artsakh. Il loro status di autonomia fu confermato e riconfermato con editti in più di un'occasione (ad esempio nel 1603 da parte dello shah Abbas I) ma la rivalità che, nonostante tutto, sussisteva fra le varie casate impedì la creazione di una potente ed unita forza che potesse contrastare i musulmani. In realtà il loro ruolo era sostanzialmente quello di difendere le frontiere persiane contro gli attacchi dei turchi, dei georgiani e dei russi.
Con il passare del tempo, tuttavia, i principi armeni cominciarono a guardare sempre più insistentemente verso l'Europa e la Russia allontanandosi progressivamente dalla Persia. Di fatto, all'alba del XVIII secolo l'instabilità di questa spinse i melik ad allearsi sia per svincolarsi dal giogo persiano sia per contrastare l'avanzata dei turchi che nel frattempo erano scesi a patti con i russi per spartirsi la regione.  Sulla scia del movimento di resistenza armeno di David Bek i melikhati del Karabakh ottennero una piena indipendenza dal 1722 al 1730 fin tanto che i turchi non ebbero la meglio sugli avversari, prima di essere nuovamente ricacciati indietro dai persiani.
Malgrado gli insuccessi, i melik (soprattutto Israel Ori che aveva servito nell'esercito francese) cercarono di ripristinare la statualità armena attirando simpatie (e capitali) dall'Europa.
I melik mantennero i privilegi acquisiti anche quando l'Armenia orientale passò sotto dominio russo e molti nobili armeni divennero ufficiali di alto rango nell'esercito imperiale.
Con un atto del 2 giugno 1799 l'imperatore Paolo I di Russia riconobbe la sovranità ai cinque principati armeni nei loro domini.

## Lista dei cinque melikhati
- Gulistan retto dalla famiglia Beglarian
- Jraberd retto dalla famiglia Israelian
- Khachen retto dalla famiglia Hasan-Jalanian, la più importante fra tutte, diretta discendente dei re di Aghvank e del patriarca Hayk considerato eponimo progenitore del popolo armeno, discendente di Noè e monarca armeno del Medioevo.
- Varanda retto dalla famiglia Shahnazarian
- Dizak retto dalla famiglia Avanian.